# Grabo (Wüstung)
Grabo, oft auch als Grabow bezeichnet, ist eine Wüstung auf dem Gebiet der Stadt Uebigau-Wahrenbrück im südbrandenburgischen Landkreis Elbe-Elster.

## Geschichte

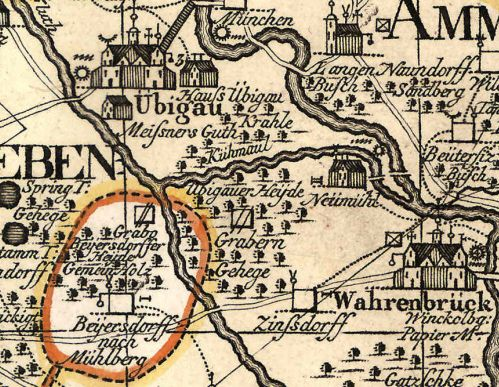
Die nördlich von Beiersdorf gelegene Wüstung Grabo auf einer aus dem Jahre 1753 stammenden Karte von Peter Schenk.

Die im 14. Jahrhundert wüst gefallene Ortslage soll sich nordwestlich von Neumühl linksseitig der Schwarzen Elster befinden. Der Bad Liebenwerdaer Heimatforscher M. Karl Fitzkow vermutete in einem Beitrag im Bad Liebenwerdaer Heimatkalender von 1963 als deren Lage ein Gebiet nördlich des einstigen von Neumühl nach Beiersdorf führendes Weges. Ihre Feldmark erstreckte sich beidseitig der Kreisstraße 6217 von der Uebigauer Flurgrenze bis zur Flurgrenze des ebenfalls wüst gefallenen Dorfes Redern zwischen Wahrenbrück und Zinsdorf.
Die slawische Gründung wurde erstmals im Jahre 1299 in einer Schlichtungsurkunde zwischen Otto von Ileburg und dem Kloster Dobrilugk erwähnt. Auch 1300 wird sie in einer Urkunde erwähnt, in der das Kloster Dobrilugk die Mahlfreiheit in zwei Wahrenbrücker Mühlen für die Orte Wöllersdorf,
Marxdorf, Bönitz, Beiersdorf, Zinsdorf, Grabow, Nexdorf, Schilda, Wildgrube, Beutersitz, Rothstein, Winkel und Wahrenbrück von Otto von Ileburg erkaufte.  Im Jahre 1302 taucht sie in einer Tauschurkunde Otto von Ileburgs mit der Pfarrkirche Langennaundorf erneut auf. Otto von Ileburg erhielt hierin das Dorf Grabo mit dem Schulzenamt, der Fischerei und allem Zubehör.
Grabo muss einige Zeit später wüst gefallen sein, denn 1398 wird der Ort in einer Lehnsurkunde bereits als Wüstung bezeichnet. Die Ileburger Vasallen Hansen und sein Vetter Heinrich von Weltewitz wurden in dieser mit Zinsdorf, den neuen Mühlen (Neumühl) sowie den in diesem Gebiet gelegenen Wüstungen Grabo und Redern belehnt. Teile der Graboer Feldmark gingen an Uebigau, Wahrenbrück, Beiersdorf, Zinsdorf und Neumühl.
In Karten des Deutschen Reichs von 1902–1948 finden sich Hinweise auf die Wüstung, denn dort taucht der Name "Mark Grabo" noch südlich der Bahnstrecke Leipzig-Cottbus und westlich der Straße K6217 auf.

## Sage

Grabo und Neumühl auf einer geschichtlichen Karte des Kreises Liebenwerda (1910).

Über die Ursachen, weshalb Grabo letztlich wüst fiel, ist nichts bekannt. In der 1837 erschienenen Chronik der Stadt Liebenwerda beschrieb der Autor Carl von Lichtenberg eine Fehde aus den Jahren zwischen 1058 und 1072. Im Verlauf des wegen der Abtwahl im Kloster Dobrilugk zwischen den Brehnaer Grafen und den nicht näher bezeichneten Heyderittern ausgebrochenen Konfliktes sollen das Dorf Grabo, die Warte Lausitz und die bei Zeischa gelegene Harigsburg zerstört worden sein. Die unterlegenen Heyderitter wurden letztlich bestraft und ihrer Besitzungen beraubt. Außerdem wurde der gefangen genommene Anführer der Ritter Aribo von der Harigsburg zum Hungertod verurteilt.
Da unter anderem die Zisterzienserabtei Dobrilugk erst zwischen 1165 und 1184 gegründet wurde und auch andere Jahreszahlen des Werkes später widerlegt werden konnten, werden Lichtenbergs ohne eindeutige Quellen erwähnte Angaben aus heutiger Sicht als unsicher angesehen.
Den überlieferten Konflikt machte die Schriftstellerin Nora Günther in ihrem 2009 erschienenen historischen Roman „Aribo: Ritter der Harigfeste“ zum Mittelpunkt der Geschichte, die sich an historischen Tatsachen, regionalen Orten und Überlieferungen orientiert.